# Isisfordia
Az Isisfordia (felfedezőjére; Isisford korábbi alpolgármesterére, Ian Duncanre utalva) (holotípusa a QM F36211 jelzésű lelet) a krokodilok egyik kihalt neme, amely a középső kréta (az albai–cenomani korszakok) idején élt. Fosszíliáit a Winton Formációban, Isisfordban, az ausztráliai Queenslandben fedezték fel az 1990-es évek közepén. A csontváza nagy részét megtalálták, a koponyája elülső felét azonban nem. A területre indított későbbi expedíciónak azonban sikerült fellelnie egy teljes koponyát, ami csak méretében tért el az első példányétól.

## Kapcsolat a modern krokodilokkal
A fosszilizálódott maradványok felfedezése lehetővé tette az őslénykutatók számára annak megállapítását, hogy az első krokodilok a Gondwana szuperkontinensen, a kréta időszakban, mintegy 30 millió évvel korábban fejlődtek ki, mint ahogy azt korábban gondolták. A maradványok elemzése alapján a csigolyák ugyanúgy illeszkedtek, mint a modern krokodiloknál, melyeknél nem találhatók gömbből és foglalatból álló ízületek, továbbá kiderült, hogy az állat a krokodilokra egyedi módon jellemző másodlagos szájpaddal rendelkezett, ami lehetővé teszi, hogy a levegő a száj kinyitása nélkül jusson el a tüdőkbe.

## Fordítás
- Ez a szócikk részben vagy egészben az Isisfordia című angol Wikipédia-szócikk ezen változatának fordításán alapul.  Az eredeti cikk szerkesztőit annak laptörténete sorolja fel. Ez a jelzés csupán a megfogalmazás eredetét és a szerzői jogokat jelzi, nem szolgál a cikkben szereplő információk forrásmegjelöléseként.